# Petr Malina
Petr Malina (*25. února 1976, Praha, Československo) je český malíř. Absolvoval Akademii výtvarných umění u Jiřího Sopka a zahraniční stáže v Německu a Londýně.

## Vzdělání
1994-2001 AVU Praha

### Stipendia
- 2000 Middlesex University, Londýn
- 1998 Staatliche Akademie der Bildenden Kunste Karlsruhe, ateliér malby prof. van Dülmena

## Samostatné výstavy
1996
- Obrazy, Galerie Velryba, Praha

1999
- Z dovolené , Galerie a antikvariát Černý pavouk, Ostrava

2000
- Obrazy z dovolené, Galerie Art Chrudim
- Pohoda u moře, Galerie Pecka, Praha

2001
- Nebe a moře, Galerie Ambrosiana, Brno
- Majáky, lodě, parky a moře, Galerie U kamene, Cheb

2002
- Léto na Lidu, GHMP – Staroměstská radnice, Praha

2004
- Etretat, Galerie ad astra, Kuřim

2005
- London Eye, Ouky Douky Coffee, Praha
- Černého Petra má Zbyněk, Galerie Brno / s F. Černým a Z. Sedleckým/

2006
- Černý Petr, Alšova jihočeská galerie, České Budějovice / s F. Černým/
- U moře, Galerie Pintner, Hofheim am Taunus, Německo

2007
- Ukradené Obrazy, Galerie Dole, Ostrava

2008
- Beuys se dívá, Galerie ad astra, Kuřim
- Obrazy, Galerie Paul Sties, Kronberg, SRN

2009
- Večer se blíží, Galerie 207, Praha
- Vedlejší projekt, Galerie a vinárna U zlaté štiky, Kolín
- Večer se blíží…, Galerie Art, Chrudim

2010
- Dark show, Galerie České pojišťovny, Praha
- City Walks, Galerie kritiků, Praha

2011
- Story, Galerie Ad-astra, Kuřim